# کارتینکااوپونکی
کارتینْکااوپونْکی (به فنلاندی: Kaartinkaupunki) یک منطقهٔ مسکونی در فنلاند است که در  اولانلینا واقع شده‌است. کارتینکااوپونکی ۰٫۳۳ کیلومتر مربع مساحت و ۹۹۹ نفر جمعیت دارد.